# Головской, Константин Юрьевич
Константи́н Ю́рьевич Головско́й (род. 25 апреля 1975, Москва) — российско-казахстанский футболист, полузащитник.
Известен по выступлениям за футбольный клуб «Спартак» Москва, в составе которого начал свою карьеру в начале 90-х и принял участие в трёх чемпионских сезонах команды.

## Карьера
Воспитанник московского «Спартака». Футболом начал заниматься с трёх лет, а в школе «Спартака» с семи лет. Мог действовать на позициях защитника и полузащитника.
В стане красно-белых отыграл три сезона с 1996 по 1998 год, сыграв в общей сложности в официальных турнирах 38 матчей. Конкуренцию с другими полузащитниками «Спартака» ему было выдерживать сложно. Он принял решение перейти в «Динамо».
С 1998 по 2001 год выступал за московское «Динамо». В составе динамовцев он сыграл 54 матча в официальных турнирах и отметился 11 голами, после чего отозвался на приглашение в стан одного из лидеров болгарского футбола софийского «Левски», в составе которого сразу стал одним из лидеров команды. За три с небольшим сезона в болгарском клубе он сыграет 75 матчей и забьёт 3 мяча во всех официальных встречах.
В 2004 году вернулся в Россию, где выступал за грозненский «Терек». Затем отозвался на приглашение казахстанского клуба из Астаны «Женис», с которым одержал победу в Кубке Казахстана. Остальную часть карьеры провёл, выступая за казахстанские команды «Актобе», «Кайрат», костанайский «Тобол» и «Тараз». Стал неоднократным чемпионом и призёром чемпионатов. Вошёл в бомбардирский Клуба Нилтона Мендеса.
Вернувшись в Россию, стал выступать за полупрофессиональные команды из Подмосковья, в том числе — III дивизионе и ЛФЛ (8х8).

## Достижения
- Чемпион России: 1996, 1997, 1998
- Обладатель Кубка России: 1997/1998
- Чемпион Болгарии: 2001, 2002
- Серебряный призёр чемпионата Болгарии (2): 2003, 2004
- Обладатель Кубка Болгарии: 2002, 2003
- Победитель в Первом дивизионе России: 2004
- Чемпион Казахстана (3): 2007, 2008, 2009
- Серебряный призёр чемпионата Казахстана (2): 2006, 2010
- Обладатель Кубка Казахстана: 2005, 2008
- Обладатель Суперкубка Казахстана: 2008, 2010
- Член бомбардирского Клуба Нилтона Мендеса: 63 гола за казахстанские клубы.